# Дарлейс Перес
Дарлейс Грегоріо Перес Баллеста (ісп. Darleys Gregorio Pérez Ballesta; 14 вересня 1983, Сан-Педро-де-Ураба, Антіокія) — колумбійський професійний боксер, чемпіон світу за версією WBA (2015) у легкій вазі.

## Аматорська кар'єра
2006 року Дарлейс Перес завоював золоту медаль на Південноамериканських іграх, здобувши у фіналі перемогу над Евертоном Лопесом (Бразилія).
На Панамериканських іграх 2007 програв у чвертьфіналі чемпіону світу кубинцю Йорденісу Угасу (Куба).
На чемпіонаті світу 2007 Перес здобув три перемоги, у тому числі над українцем Олександром Ключко, а у чвертьфіналі програв Кім Сон Гук (Північна Корея).
На Олімпійських іграх 2008 у першому бою переміг Асілбека Таласбаєва (Киргизстан), а у другому поступився майбутньому чемпіону Олексію Тищенко (Росія) — 5-13.

## Професіональна кар'єра
Після Олімпіади Перес перейшов до професійного боксу і здобув на рингах Колумбії 17 перемог поспіль, після чого 10 грудня 2010 року переможно дебютував у США.
Маючи рекорд 28-0, 13 червня 2013 року Дарлейс Перес вийшов на бій за титул «тимчасового» чемпіона світу за версією WBA у легкій вазі проти кубинця Юріоркіса Гамбоа і зазнав першої поразки, поступившись за очками одностайним рішенням суддів.
28 червня 2014 року, вигравши одностайним рішенням суддів у домініканця Аргеніса Лопеса, Дарлейс Перес став «тимчасовим» чемпіоном світу за версією WBA у легкій вазі. У квітні 2015 року він був підвищений до повноцінного чемпіона світу за версією WBA.
18 липня 2015 року Перес провів перший бій у статусі чемпіона світу проти британця Ентоні Кролла. Поєдинок закінчився унічию, тому колумбієць зберіг титул. 21 листопада того ж року відбувся матч-реванш, в якому Ентоні Кролла переміг, нокаутувавши Переса у п'ятому раунді, і став чемпіоном світу.